# Solenopsis (mrówki)

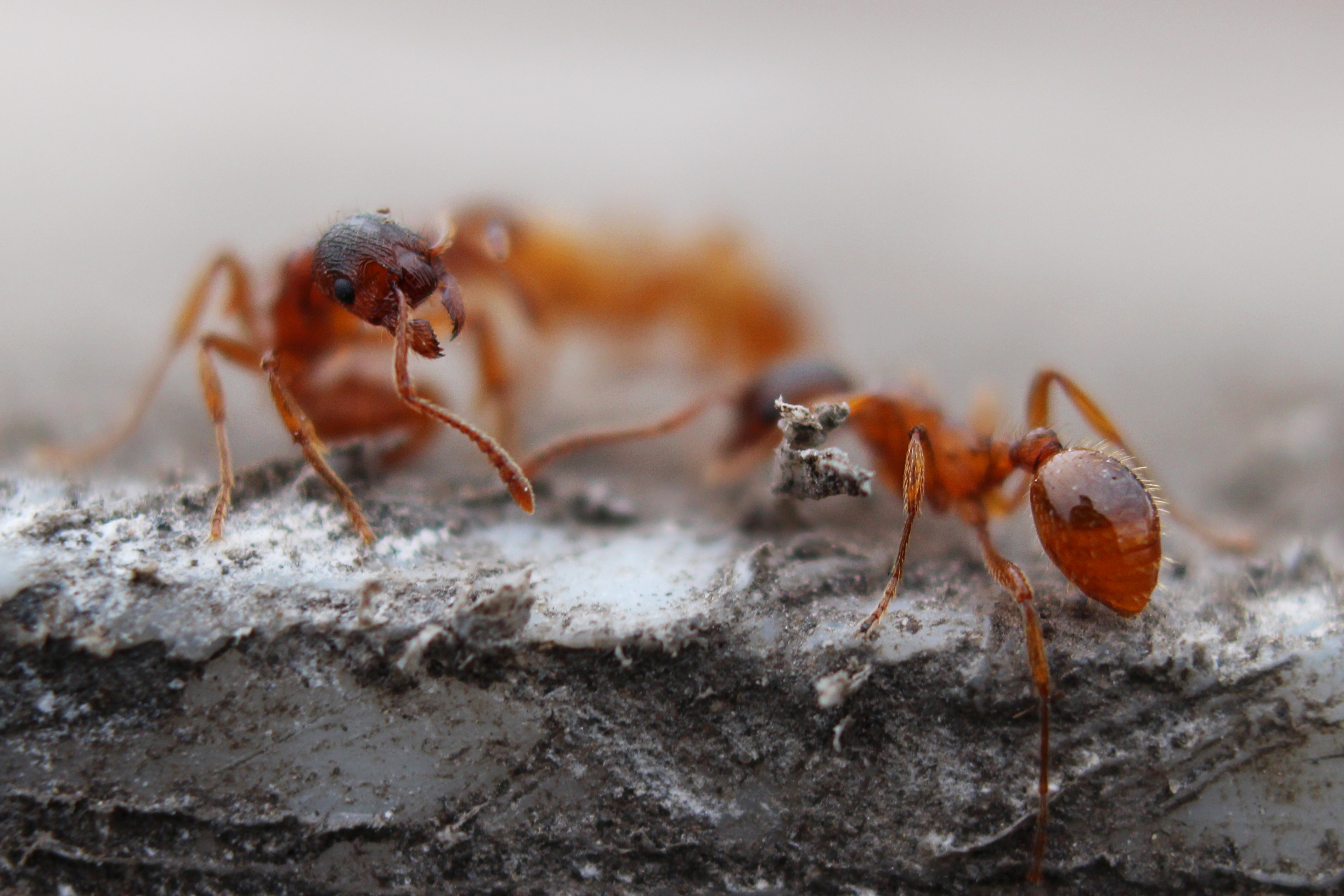
Czerwone mrówki, znane również jako mrówki ogniste

Solenopsis – rodzaj mrówek z podrodziny Myrmicinae. Obejmuje 195 opisanych gatunków.

## Gatunki
| - Solenopsis abdita Thompson, 1989 - Solenopsis africana Santschi, 1914 - Solenopsis albidula Emery, 1906 - Solenopsis alecto Santschi, 1934 - Solenopsis altinodis Forel, 1912 - Solenopsis amblychila Wheeler, 1915 - Solenopsis andina Santschi, 1923 - Solenopsis angulata Emery, 1894 - Solenopsis atlantis Santschi, 1934 - Solenopsis aurea Wheeler, 1906 - Solenopsis avia (Bernard, 1978) - Solenopsis azteca Forel, 1893 - Solenopsis balachowskyi Bernard, 1959 - Solenopsis banyulensis Bernard, 1950 - Solenopsis basalis Forel, 1896 - Solenopsis belisarius Forel, 1907 - Solenopsis blanda (Foerster, 1891) - Solenopsis brasiliana Santschi, 1925 - Solenopsis brazoensis (Buckley, 1867) - Solenopsis brevicornis Emery, 1888 - Solenopsis brevipes Emery, 1906 - Solenopsis bruchiella Emery, 1922 - Solenopsis bruesi Creighton, 1930 - Solenopsis bucki Kempf, 1973 - Solenopsis canariensis Forel, 1893 - Solenopsis capensis Mayr, 1866 - Solenopsis carolinensis Forel, 1901 - Solenopsis castor Forel, 1893 - Solenopsis celata (Dlussky & Zabelin, 1985) - Solenopsis clarki Crawley, 1922 - Solenopsis clytemnestra Emery, 1896 - Solenopsis conjurata Wheeler, 1925 - Solenopsis cooperi Donisthorpe, 1947 - Solenopsis corticalis Forel, 1881 - Solenopsis crivellarii Menozzi, 1936 - Solenopsis daguerrei (Santschi, 1930) - Solenopsis dalli (Kusnezov, 1969) - Solenopsis decipiens Emery, 1906 - Solenopsis delta (Bernard, 1978) - Solenopsis deserticola Ruzsky, 1905 - Solenopsis duboscqui Bernard, 1950 - Solenopsis dysderces Snelling, 1975 - Solenopsis egregia (Kusnezov, 1953) - Solenopsis electra Forel, 1914 - Solenopsis emeryi Santschi, 1934 - Solenopsis eximia (Kusnezov, 1953) - Solenopsis fairchildi Wheeler, 1926 - Solenopsis foersteri Theobald, 1937 - Solenopsis franki Forel, 1908 - Solenopsis froggatti Forel, 1913 - Solenopsis fugax (Latreille, 1798) - Solenopsis fusciventris Clark, 1934 - Solenopsis gallardoi Santschi, 1925 - Solenopsis gallica Santschi, 1934 - Solenopsis gayi (Spinola, 1851) - Solenopsis geminata (Fabricius, 1804) - Solenopsis georgica Menozzi, 1942 - Solenopsis germaini Emery, 1895 - Solenopsis globularia (Smith, 1858) - Solenopsis gnomula Emery, 1915 - Solenopsis goeldii Forel, 1912 - Solenopsis granivora Kusnezov, 1957 - Solenopsis hammari Mayr, 1903 - Solenopsis hayemi Forel, 1908 - Solenopsis helena Emery, 1895 - Solenopsis hostilis (Borgmeier, 1959) - Solenopsis iheringi Forel, 1908 - Solenopsis ilinei Santschi, 1936 - Solenopsis indagatrix Wheeler, 1928 - Solenopsis insculpta Clark, 1938 - Solenopsis insinuans Santschi, 1933 - Solenopsis insularis (Bernard, 1978) - Solenopsis interrupta Santschi, 1916 - Solenopsis invicta Buren, 1972 - Solenopsis jacoti Wheeler, 1923 - Solenopsis jalalabadica Pisarski, 1970 - Solenopsis japonica Wheeler, 1928 - Solenopsis joergenseni Santschi, 1919 - Solenopsis juliae (Arakelian, 1991) - Solenopsis kabylica Santschi, 1934 - Solenopsis knuti Pisarski, 1967 - Solenopsis krockowi Wheeler, 1908 - Solenopsis laeviceps Mayr, 1870 - Solenopsis laevithorax Bernard, 1950 - Solenopsis latastei Emery, 1895 - Solenopsis latro Forel, 1894 - Solenopsis leptanilloides Santschi, 1925 - Solenopsis longiceps Forel, 1907 - Solenopsis loretana Santschi, 1936 - Solenopsis lotophaga Santschi, 1911 - Solenopsis lou Forel, 1902 - Solenopsis lusitanica Emery, 1915 - Solenopsis macdonaghi Santschi, 1916 - Solenopsis macrops Santschi, 1917 - Solenopsis madara Roger, 1863 - Solenopsis major Theobald, 1937 - Solenopsis maligna Santschi, 1910 - Solenopsis mameti Donisthorpe, 1946 - Solenopsis marxi Forel, 1915 - Solenopsis maxillosa Emery, 1900 |  | - Solenopsis maxima (Foerster, 1891) - Solenopsis megera Santschi, 1934 - Solenopsis megergates Trager, 1991 - Solenopsis metanotalis Emery, 1896 - Solenopsis metatarsalis (Kusnezov, 1957) - Solenopsis minutissima Emery, 1906 - Solenopsis moesta (Foerster, 1891) - Solenopsis molesta (Say, 1836) - Solenopsis monticola Bernard, 1950 - Solenopsis mozabensis (Bernard, 1977) - Solenopsis nicaeensis Bernard, 1950 - Solenopsis nickersoni Thompson, 1982 - Solenopsis nigella Emery, 1888 - Solenopsis nitens Bingham, 1903 - Solenopsis nitidum (Dlussky & Radchenko, 1994) - Solenopsis normandi Santschi, 1934 - Solenopsis novemmaculata Wheeler, 1925 - Solenopsis occipitalis Santschi, 1911 - Solenopsis oculata Santschi, 1925 - Solenopsis oraniensis Forel, 1894 - Solenopsis orbula Emery, 1875 - Solenopsis orbuloides Andre, 1890 - Solenopsis overbecki Viehmeyer, 1916 - Solenopsis pachycera (Forel, 1915) - Solenopsis papuana Emery, 1900 - Solenopsis parabiotica Weber, 1943 - Solenopsis parva Mayr, 1868 - Solenopsis patagonica Emery, 1906 - Solenopsis pawaensis Mann, 1919 - Solenopsis pergandei Forel, 1901 - Solenopsis photophila Santschi, 1923 - Solenopsis picea Emery, 1896 - Solenopsis picquarti Forel, 1899 - Solenopsis picta Emery, 1895 - Solenopsis pilosa (Bernard, 1978) - Solenopsis pilosula Wheeler, 1908 - Solenopsis pollux Forel, 1893 - Solenopsis privata (Foerster, 1891) - Solenopsis provincialis Bernard, 1950 - Solenopsis punctaticeps Mayr, 1865 - Solenopsis puncticeps MacKay & Vinson, 1989 - Solenopsis pusillignis Trager, 1991 - Solenopsis pygmaea Forel, 1901 - Solenopsis pythia Santschi, 1934 - Solenopsis quinquecuspis Forel, 1913 - Solenopsis reichenspergeri Santschi, 1923 - Solenopsis richardi Bernard, 1950 - Solenopsis richteri Forel, 1909 - Solenopsis robusta Bernard, 1950 - Solenopsis rugiceps Mayr, 1870 - Solenopsis rugosa Bernard, 1950 - Solenopsis sabeana (Buckley, 1867) - Solenopsis saevissima (Smith, 1855) - Solenopsis salina Wheeler, 1908 - Solenopsis santschii Forel, 1905 - Solenopsis schilleri Santschi, 1923 - Solenopsis schmalzi Forel, 1901 - Solenopsis scipio Santschi, 1911 - Solenopsis sea (Kusnezov, 1953) - Solenopsis seychellensis Forel, 1909 - Solenopsis silvestrii Emery, 1906 - Solenopsis solenopsidis (Kusnezov, 1953) - Solenopsis soochowensis Wheeler, 1921 - Solenopsis spei Forel, 1912 - Solenopsis stricta Emery, 1896 - Solenopsis substituta Santschi, 1925 - Solenopsis subterranea MacKay & Vinson, 1989 - Solenopsis subtilis Emery, 1896 - Solenopsis succinea Emery, 1890 - Solenopsis sulfurea (Roger, 1862) - Solenopsis superba (Foerster, 1891) - Solenopsis targuia Bernard, 1953 - Solenopsis tennesseensis Smith, 1951 - Solenopsis tenuis Mayr, 1878 - Solenopsis terricola Menozzi, 1931 - Solenopsis tertialis Ettershank, 1966 - Solenopsis tetracantha Emery, 1906 - Solenopsis tipuna Forel, 1912 - Solenopsis tonsa Thompson, 1989 - Solenopsis tridens Forel, 1911 - Solenopsis trihasta Santschi, 1923 - Solenopsis truncorum Forel, 1901 - Solenopsis ugandensis Santschi, 1933 - Solenopsis valida (Foerster, 1891) - Solenopsis virulens (Smith, 1858) - Solenopsis vorax Santschi, 1934 - Solenopsis wasmannii Emery, 1894 - Solenopsis weiseri Forel, 1914 - Solenopsis westwoodi Forel, 1894 - Solenopsis weyrauchi Trager, 1991 - Solenopsis wolfi Emery, 1915 - Solenopsis xyloni McCook, 1879 - Solenopsis zambesiae Arnold, 1926 - Solenopsis zeteki Wheeler, 1942 |